# Torymus interruptus
Torymus interruptus is een vliesvleugelig insect uit de familie Torymidae. De wetenschappelijke naam is voor het eerst geldig gepubliceerd in 2000 door Gijswijt.